# Коноплянка (Челябинская область)
Коноплянка — поселок в Карталинском районе Челябинской области России. Входит в состав Неплюевского сельского поселения.

## География
Через село протекает река Акмулла и недалеко течёт река Коноплянка. Расстояние до районного центра города Карталы 57 км.

## История
Поселок основан в 1933 году на берегу одноименной реки. В 1949 году поселок был перенесен на новое место.
В поселке располагается 3-е отделение ЗАО «Неплюевское».

## Население
| 2002 | 2010 |
| ---- | ---- |
| 241  | ↘222 |

## Улицы
- Мира,
- Набережная,
- Северная,
- Терешковой.

## Инфраструктура
- Клуб,
- фельдшерско-акушерский пункт

## Археологический памятник
«Коноплянка» — укрепленное поселение, археологический памятник. Находится в 2 км от посёлка Коноплянка, на правому берегу реки Акмуллы.